# Trofee Maarten Wynants
Die Trofee Maarten Wynants ist ein Straßenradrennen im Frauenradsport in Belgien.
Das Eintagesrennen wurde erstmals im Jahr 2014 ausgetragen und war bis 2016 in die Kategorie 1.2 eingestuft, seit 2017 gehört es zur Kategorie 1.1. Nach der Absage in den Jahren 2020 und 2021 stand das Rennen 2022 nicht mehr im Kalender der UCI und wurde erst wieder in der Saison 2023 aufgenommen. Die Strecke führt auf flachem Kurs in mehreren Runden durch die Gemeinde Houthalen-Helchteren in der Provinz Limburg.
Neben dem Frauenrennen findet auch ein Männerrennen statt, das jedoch zum nationalen Kalender in Belgien gehört.

## Palmarès
| Jahr | Siegerin          | Zweite                    | Dritte                  |          |
| ---- | ----------------- | ------------------------- | ----------------------- | -------- |
| 2014 | Maaike Polspoel   | Amy Cure                  | Liesbet De Vocht        |          |
| 2015 | Natalie van Gogh  | Lotte Kopecky             | Sara Mustonen           |          |
| 2016 | Lotte Kopecky     | Lauren Kitchen            | Kelly Druyts            |          |
| 2017 | Marianne Vos      | Maria Giulia Confalonieri | Eva Buurman             |          |
| 2018 | Marta Bastianelli | Monique van de Ree        | Lorena Wiebes           |          |
| 2019 | Elisa Balsamo     | Laura Tomasi              | Marjolein van 't Geloof |          |
| 2020 | abgesagt          | abgesagt                  | abgesagt                | abgesagt |
| 2021 | abgesagt          | abgesagt                  | abgesagt                | abgesagt |
| 2022 | Scarlett Souren   | Jennifer van der Voort    | Rixt Hoogland           |          |
| 2023 | Chiara Consonni   | Amalie Dideriksen         | Maria Martins           |          |
| 2024 | Anniina Ahtosalo  | Scarlett Souren           | Chiara Consonni         |          |
| 2025 |                   |                           |                         |          |